# Полочаны
Полочаны (бел. Палача́ны) — агрогородок в Молодечненском районе Минской области Беларуси. Административный центр Полочанского сельсовета. Население 972 человека (2009).

## География
Полочаны находятся в 13 км к юго-западу от райцентра, города Молодечно. Южнее села протекает река Березина (приток Немана), вокруг которой создана обширная сеть мелиоративных каналов. Через Полочаны проходит автодорога Р56 (Молодечно — Воложин), от неё в селе ответвляется автодорога в сторону Лебедево. Также через Полочаны проходит ж/д линия Молодечно — Лида, в селе существует ж/д станция с вокзалом.

## История

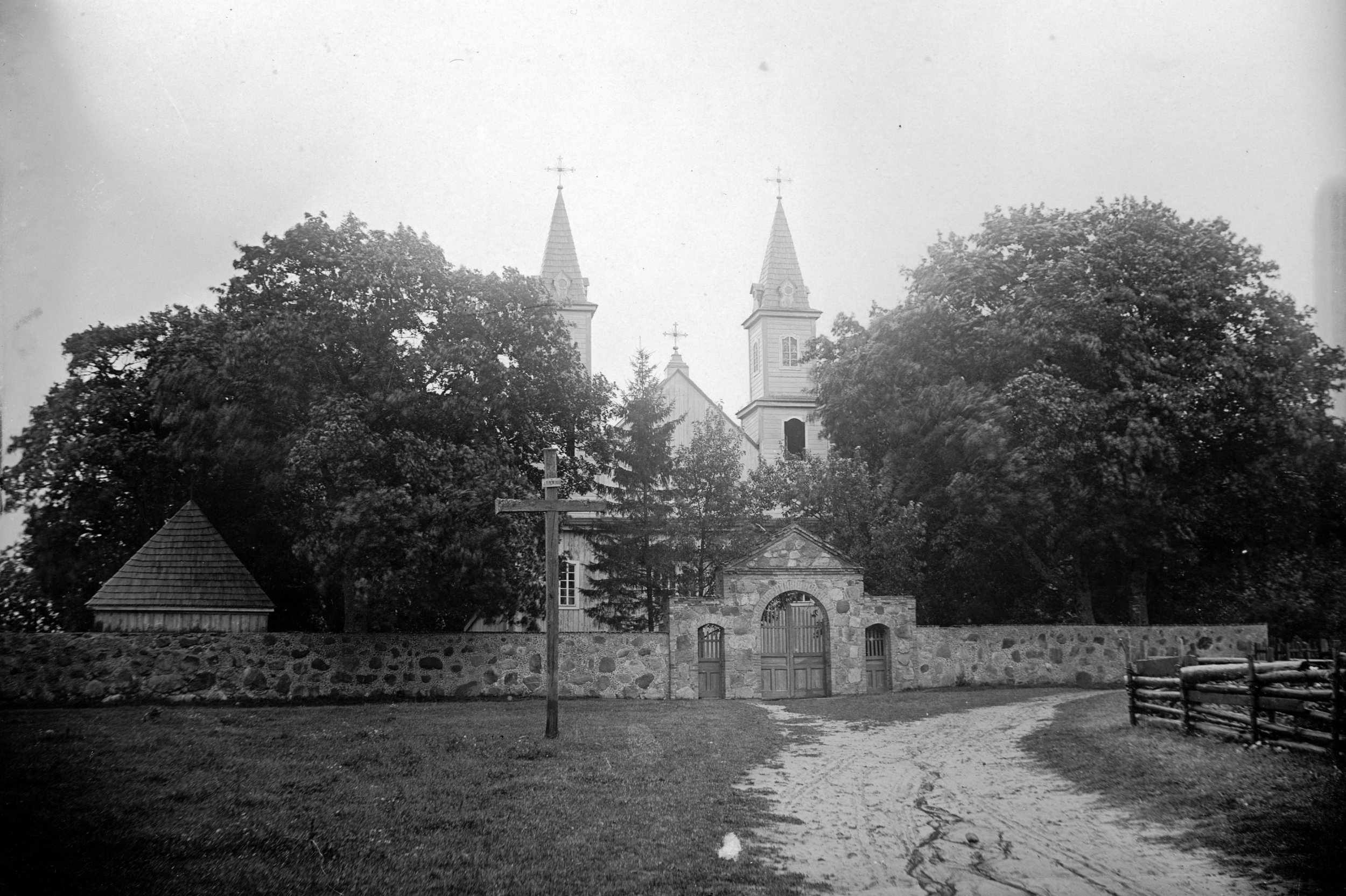
Католический храм Св. Роха. Фото 1900 г.

История Полочан тесно связана с историей соседней деревни Оборок, которая в конце XX века была включена в состав Полочан.
Первое упоминание о Полочанах относится к 1434 году, когда великий князь литовский Сигизмунд Кейстутович пожаловал село Полочаны помещику Судимонтовичу. Название поселения, вероятно, связано с тем, что здесь проходила граница Великого княжества Литовского с Полоцким княжеством до включения последнего в состав ВКЛ. По этой же причине соседнее с Полочанами село получило название Литва.
В 1443 году полоцкий наместник Андрей Сакович, владевший в то время этими землями, построил в деревне Оборок католический храм св. Троицы. В 1669 году упоминается римско-католический приход и в самих Полочанах.
В результате административной реформы в Великом княжестве Литовском середины XVI века местность вошла в состав Ошмянского повета Виленского воеводства.
В конце XVIII века было построено новое здание костёла в Оборке, освящённое на этот раз во имя святого Роха в честь старинной иконы этого святого, хранившейся в храме. Приход в соседних Полочанах носил филиальный статус по отношению к костёлу Оборка.
В результате второго раздела Речи Посполитой (1793) Полочаны и Оборок оказались в составе Российской империи; в Ошмянском уезде Виленской губернии.
После подавления восстания 1863 года царское правительство закрыло множество католических храмов на территории современной Белоруссии. В окрестностях Оборка и Полочан было ликвидировано множество храмов, в самих Полочанах на месте бывшего католического храма в 1866—1869 годах построено каменное здание православного храма Рождества Богородицы. Католики Полочан, как и католики всех прочих окрестных деревень с закрытыми храмами, посещали храм св. Роха в Оборке, который единственный в округе остался действующим.
В 1866 году село Полочаны насчитывало 66 жителей, но уже к 1880 году население увеличивается вдвое, а Полочаны становятся волостным центром, тут находились волостная управа и народное училище. Сильно поспособствовала росту Полочан открытая в начале XX века ж/д станция на линии Санкт-Петербург — Варшава.

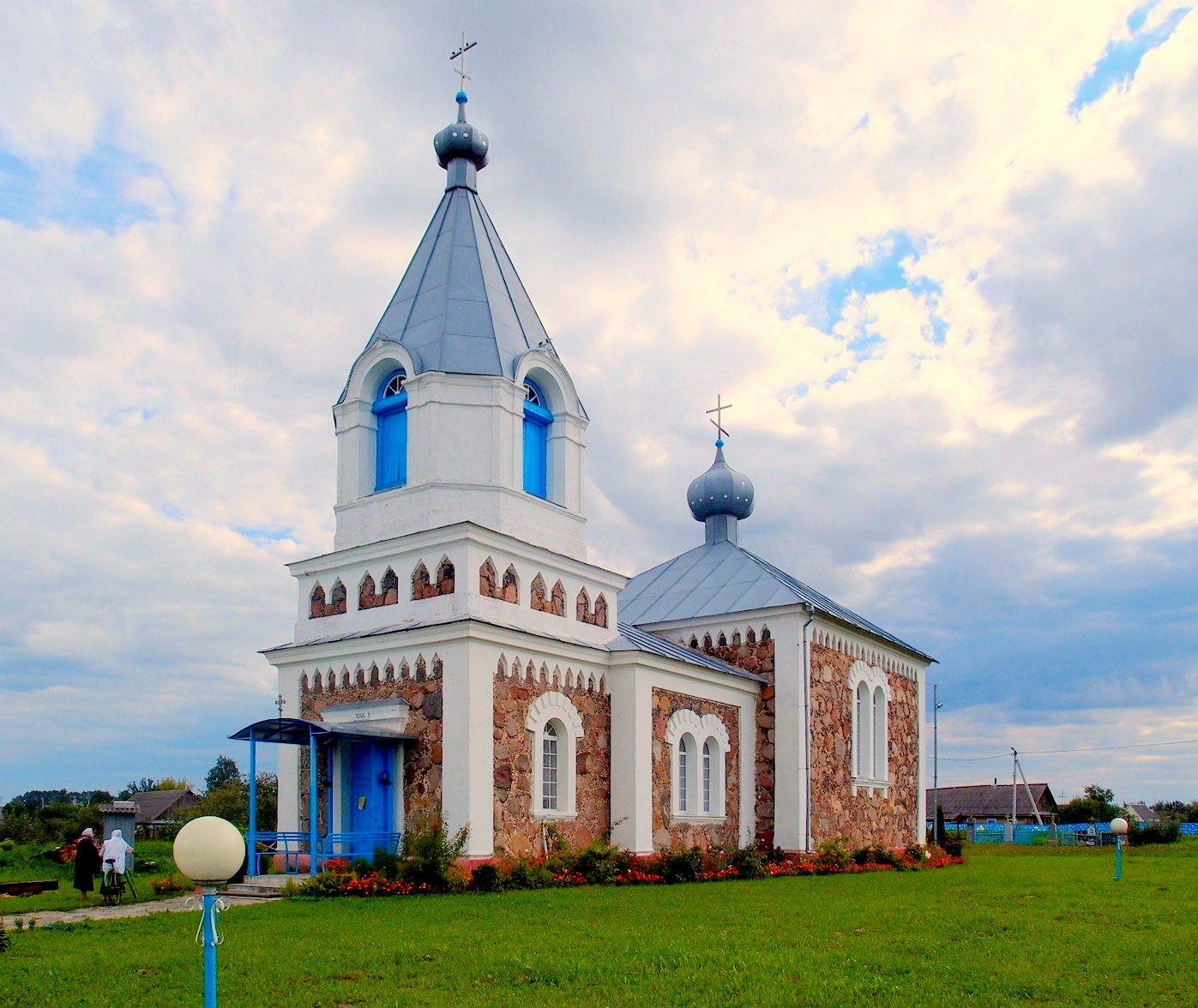
Православная церковь Рождества Богородицы

В результате Рижского мирного договора 1921 года Полочаны вошли в состав межвоенной Польши, где были центром гмины Ошмянского повета, а с 1927 года — Молодечненского повета Виленского воеводства. В 1921 году поселение насчитывало 40 дворов (304 жителя) и фольварк (4 двора, 77 жителей). C 1939 года — в составе БССР, в 1940 году Полочаны стали центром сельсовета.
С июня 1941 по июль 1944 года Полочаны находились под немецко-фашистской оккупацией, многие жители села были расстреляны оккупантами. В память о полочанцах, погибших в войну, был возведён памятник-стела у Дома культуры в парке.
После Великой Отечественной войны здание католического храма св. Роха в Оборке было приспособлено под склад, а затем полностью заброшено и постепенно разрушилось, от него остались лишь фрагменты фундамента и остатки каменной ограды с воротами. В 1960 году была закрыта и превращена в хранилище и православная церковь Рождества Богородицы в Полочанах.
В 90-х годах XX века церковь Рождества была возвращена православным верующим и отреставрирована. Поскольку от католического храма св. Роха остались лишь фрагменты фундамента, католическая община получила возможность выстроить новый храм на другом месте, который получил историческое имя св. Роха.
В 2008 году деревня Полочаны преобразована в агрогородок.

## Население
- 1999 год — 1066 жителей
- 2009 год — 972 жителей
- 2019 год — 839 жителей

## Инфраструктура
Средняя школа, Дом культуры, библиотека, отделение связи, 5 магазинов, конно-спортивная база.

## Культура
- Дом культуры

## Достопримечательности
- Каменный крест периода позднего Средневековья в 1,5 км к северу от Полочаны —  Историко-культурная ценность Республики Беларусь, шифр 613В000309
- Православная церковь Рождества Богородицы (1866—1869 года).
- Здание ж/д станции (первая половина XX века)
- Католический храм Св. Роха (2006 год)
- Фрагменты фундамента, ограды и ворот старого католического храма св. Роха (конец XVIII века)
- Христианское кладбище
- Деревня Оборок включена в туристические маршруты «Шляхамі культуры Агінскіх» и «Таямніцы роду Агінскіх».

### Памятник, скульптура
- Родовое захоронение контр-адмирала российского флота Ивана Адамовича Конаржевского (1831–1887) и его сыновей в деревне Оборок Молодечненского района. В 1890 году установлено надгробие из мрамора. Дворянский род Конаржевских ведёт начало с Браславщины. Отец будущих контр-адмиралов Адам Конаржевский отдал своих сыновей, Ивана и Станислава, в кадетский Морской корпус в Петербурге, когда им было 11–12 лет. Станислав Конаржевский служил в Черноморском флоте, а Иван – на Балтике. Сыновья Ивана Конаржевского, Иван и Александр, пошли по стопам отца и стали офицерами военно-морского флота. Они прожили по 35 лет и похоронены вместе с отцом. Высота надгробия 1,8 м.

### Утраченное наследие
- Костёл Святого Роха (1773 г.)

## Галерея

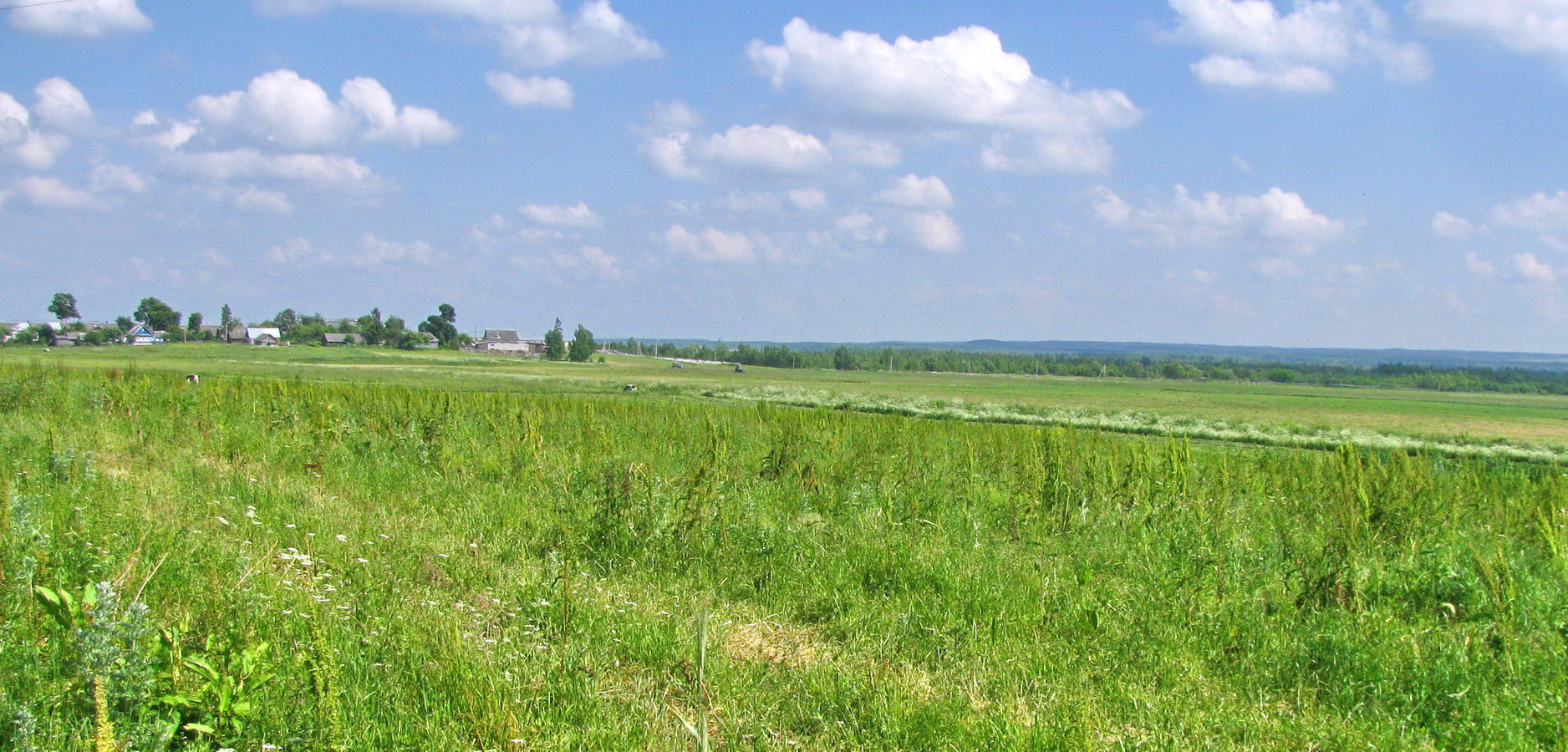
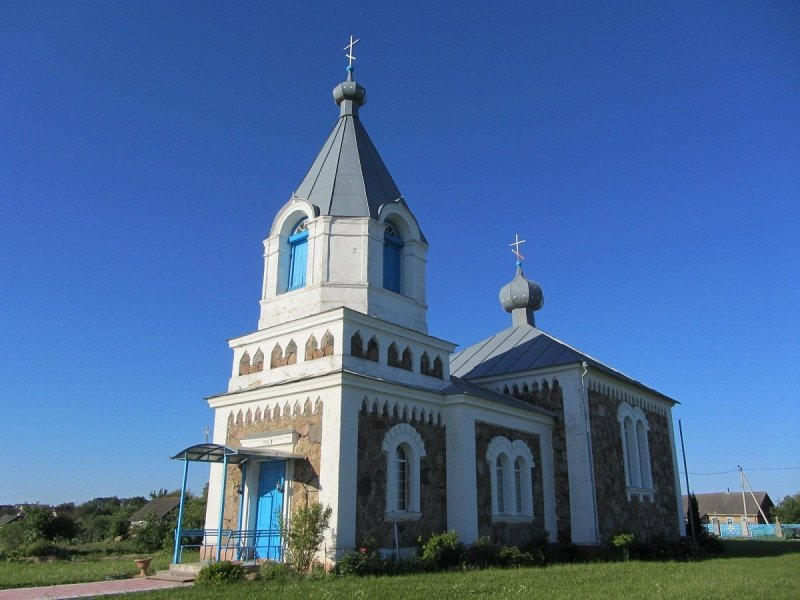
Церковь Рождества Богородицы
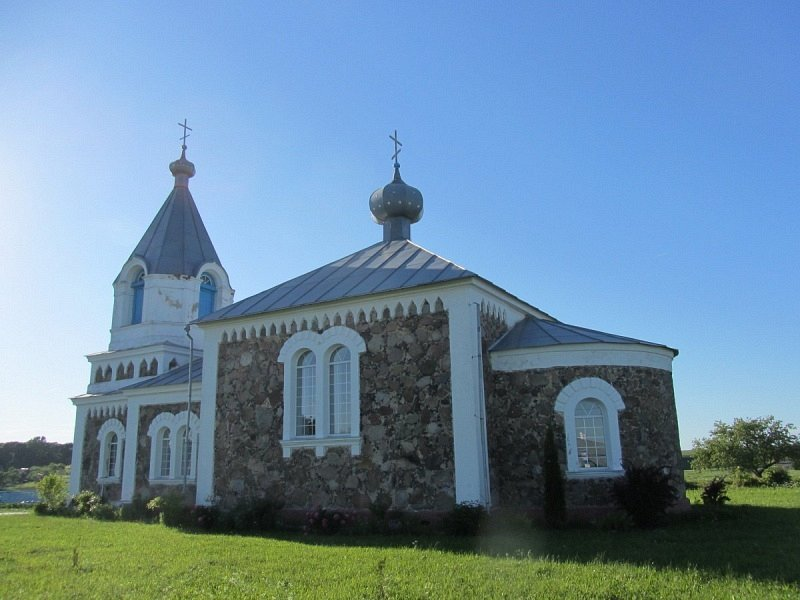
Церковь Рождества Богородицы
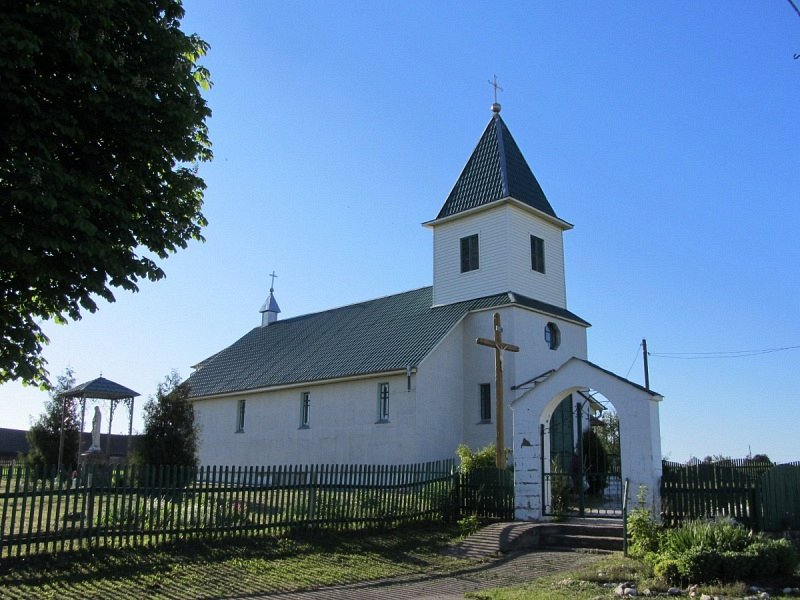
Костёл Святого Роха (2006 г.)
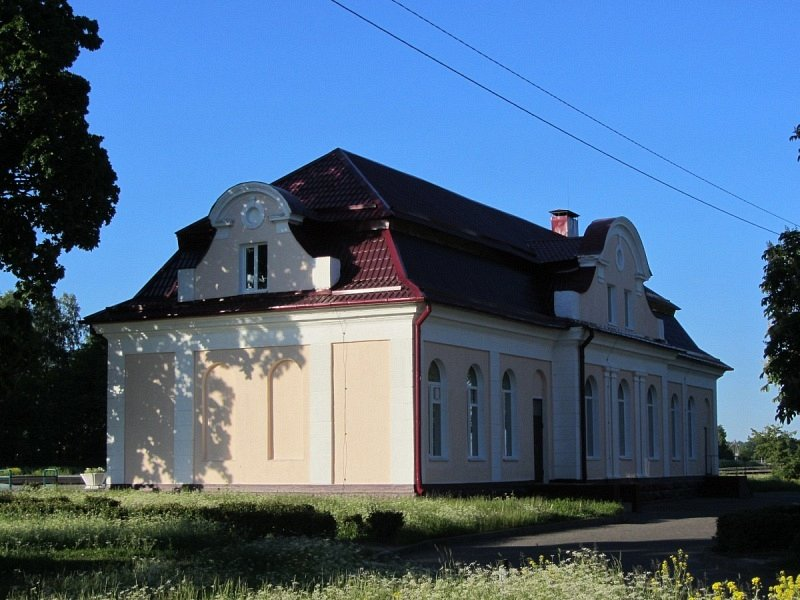
Жд станция
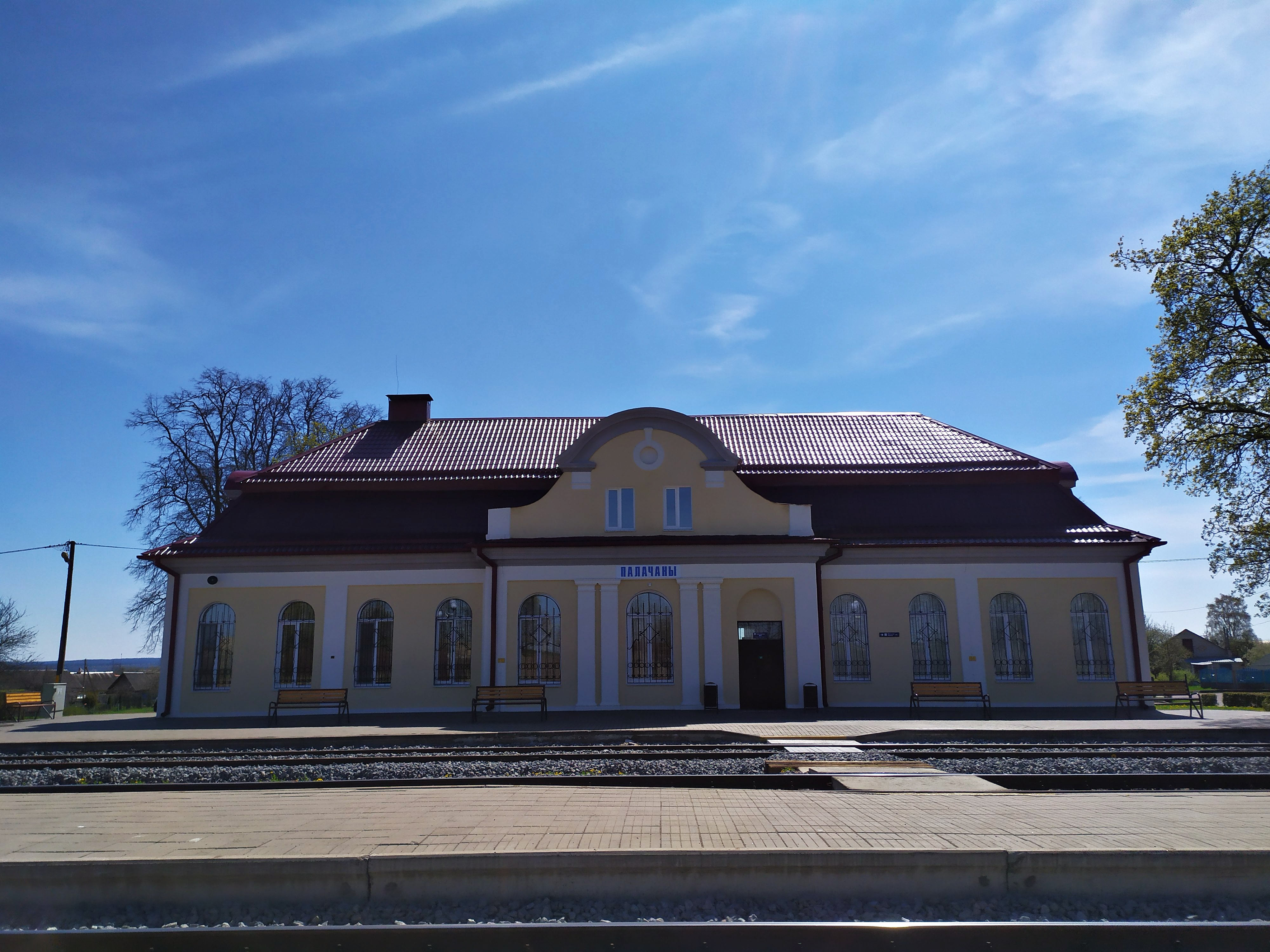
Здание жд станции
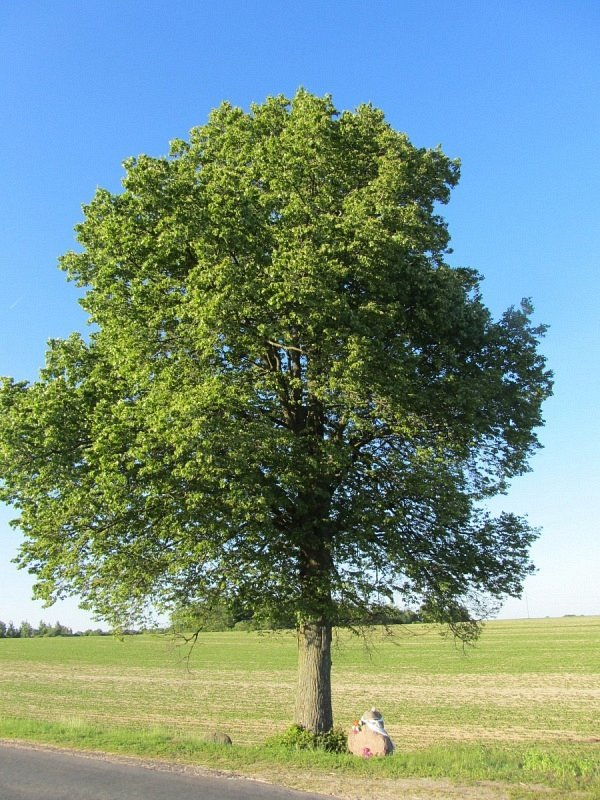
Дерево с каменным крестом около него
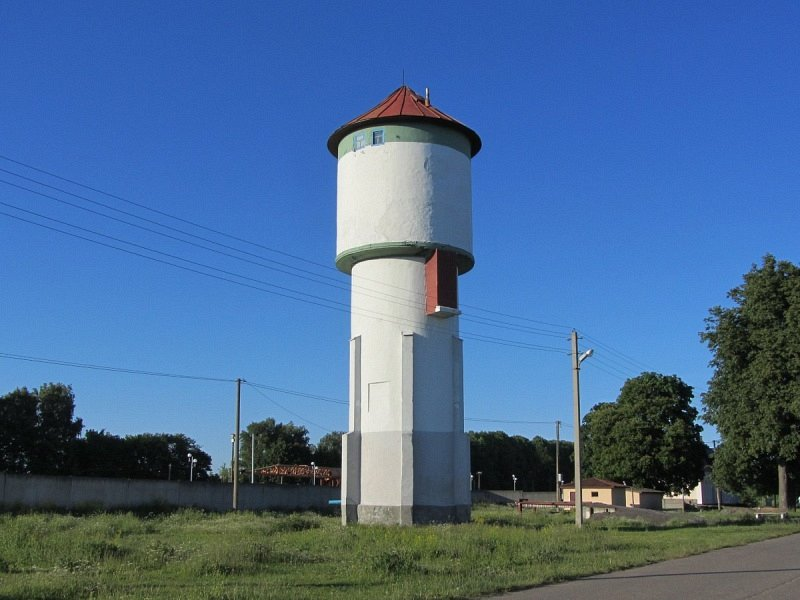
Водонапорная башня
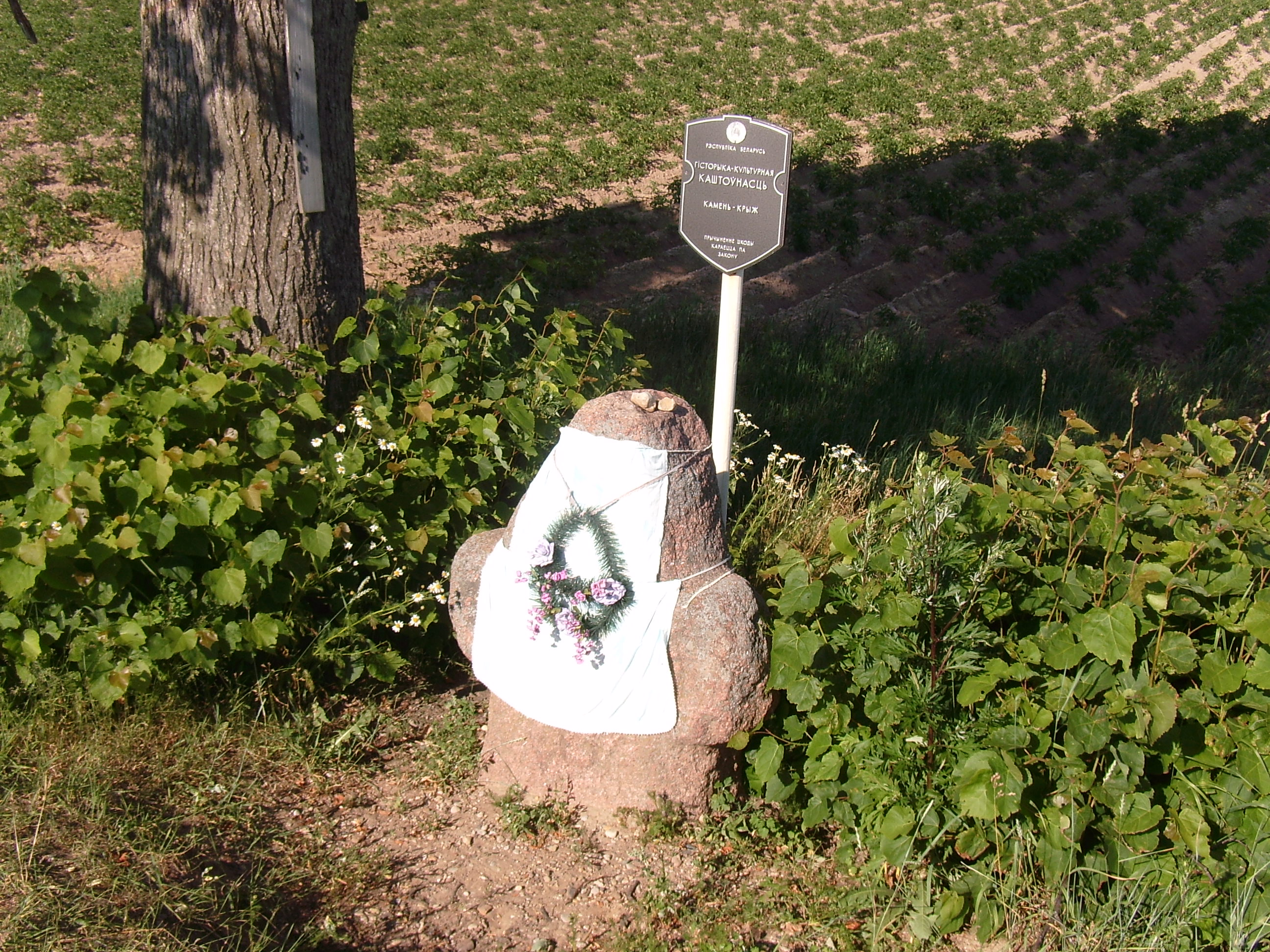
Каменный крест периода Средневековья около Полочаны
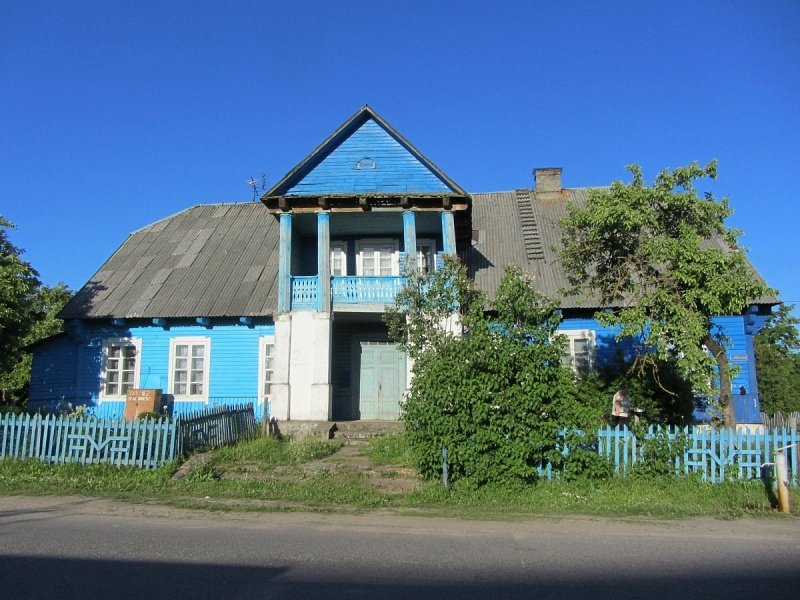
Деревянный дом
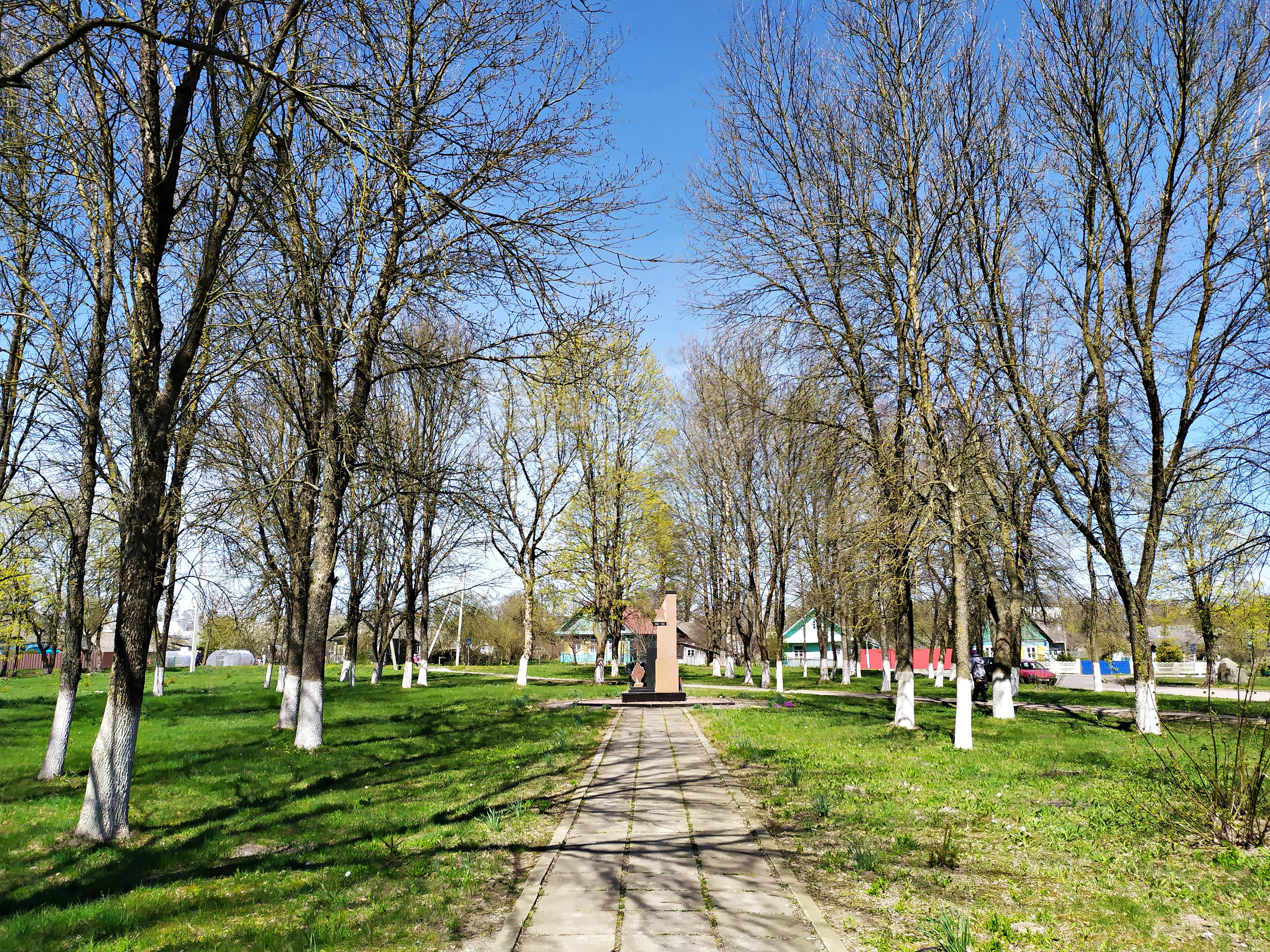
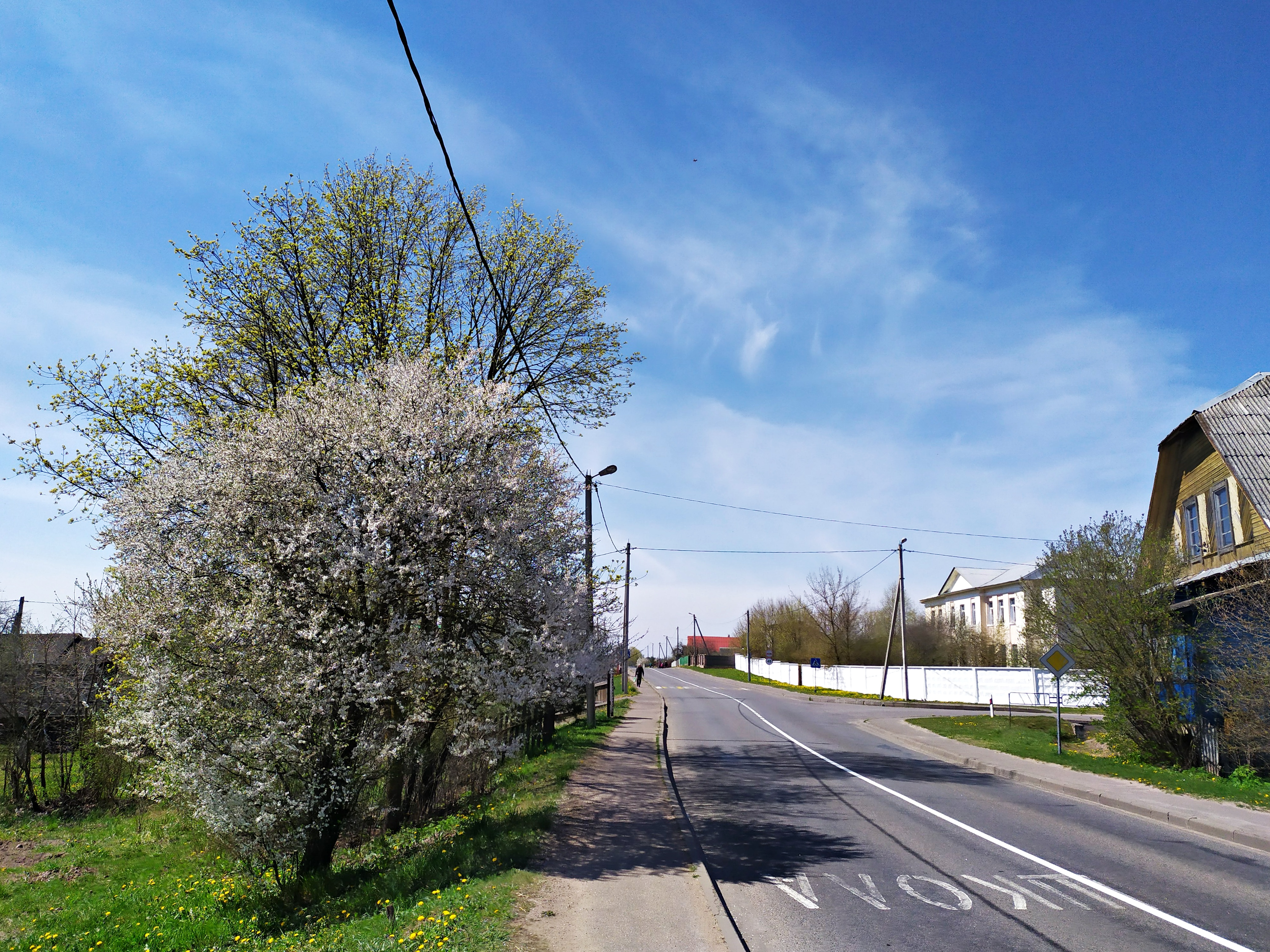
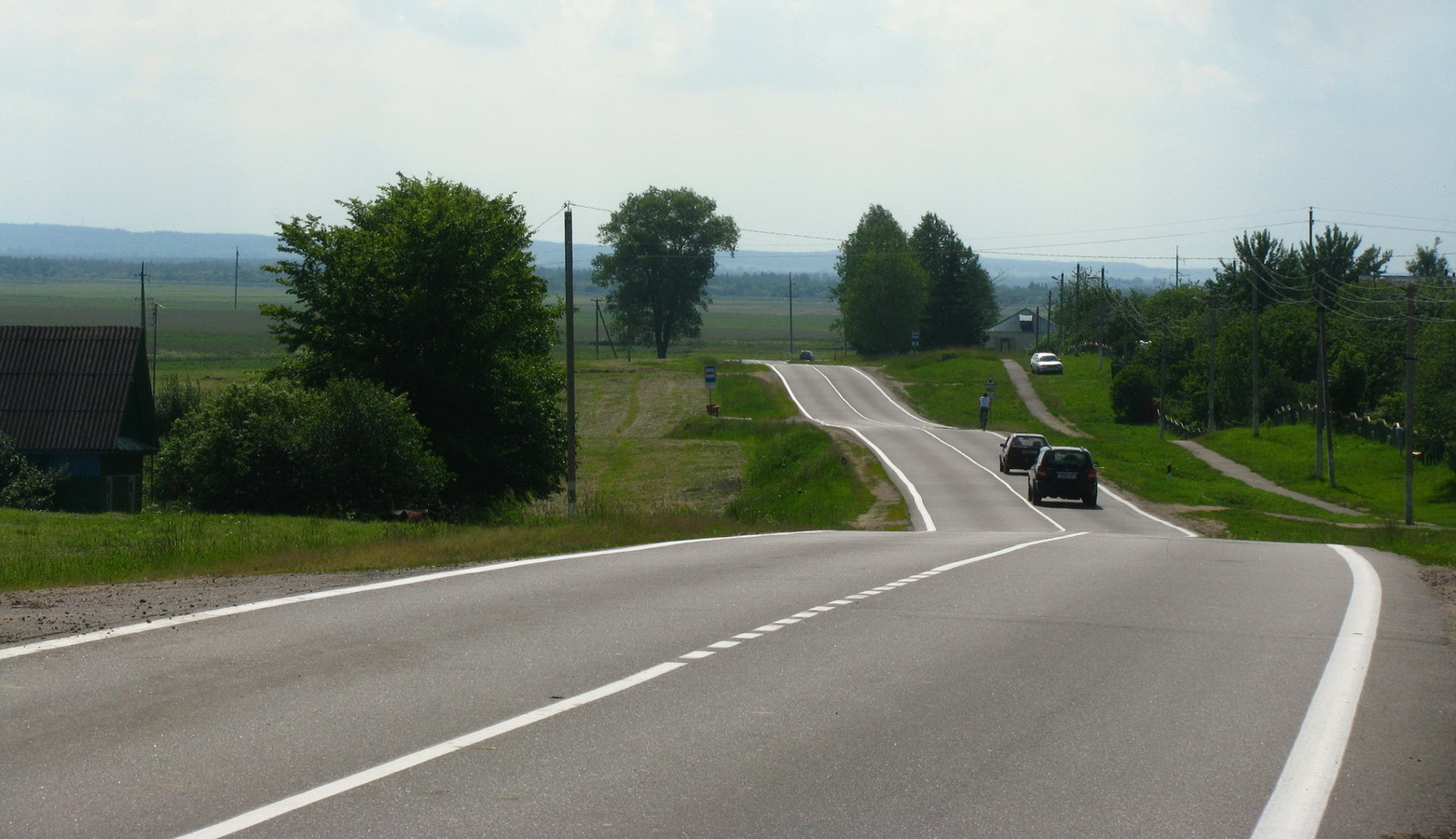

## Спорт
- Конно-спортивный комплекс